# 韋伊謝亞伊

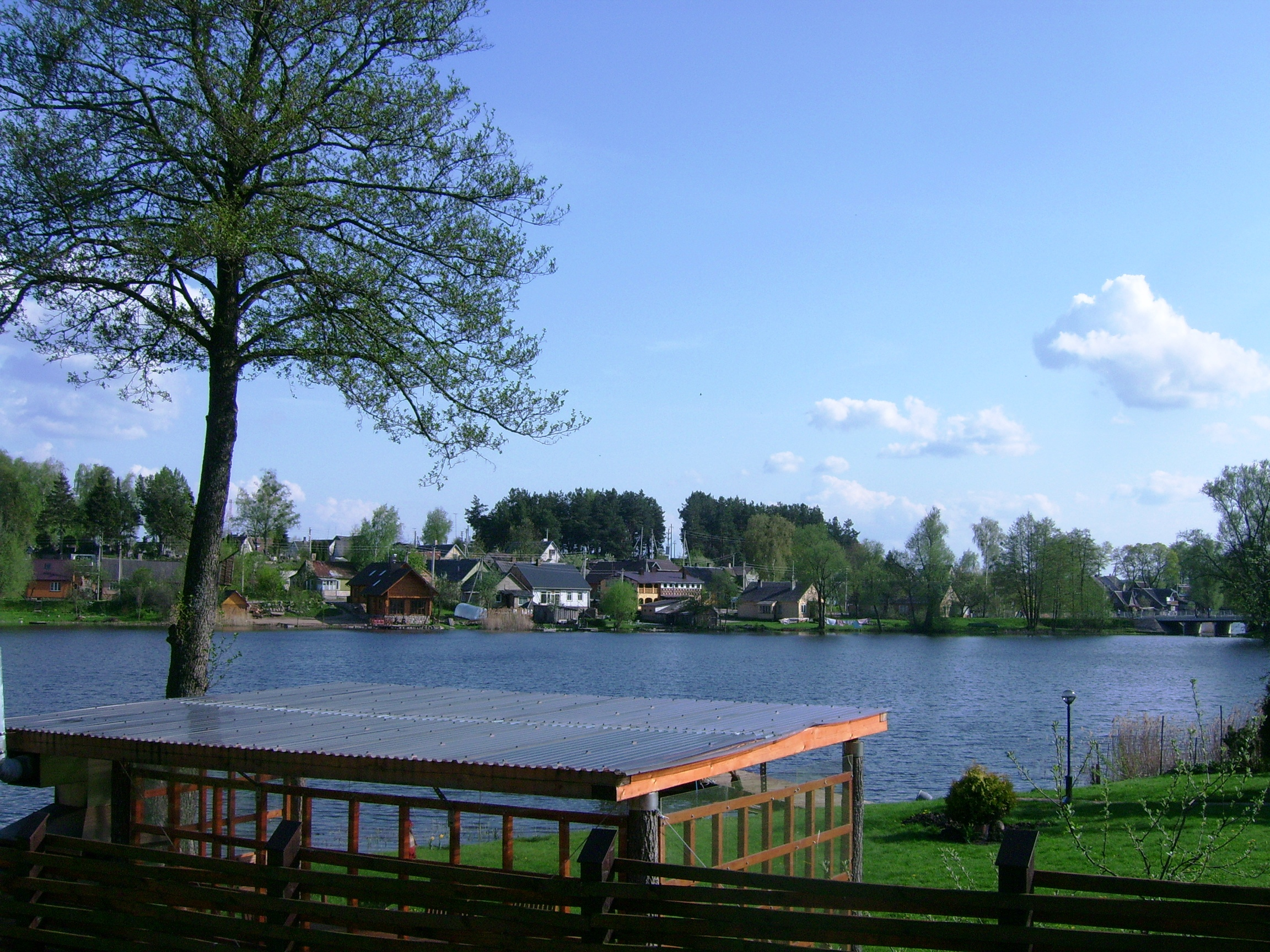
韦伊谢亚伊

韋伊謝亞伊是立陶宛的城市，位於拉茲迪亞伊東南18公里，由阿利圖斯縣負責管轄，始建於1501年，海拔高度119米，面積5.04平方公里，2010年人口1,546。